# Enrico Zanoni
Enrico Zanoni (Milán, 1868; Milán, 1948) fue un arquitecto italiano conocido por sus obras en el estilo Art Nouveau.

## Biografía
Enrico Zanoni fue uno de los alumnos preferidos de Camillo Boito. Zanoni fue reconocido por su contribución a la arquitectura Art Nouveau en Milán, a menudo colaborando con el artista Alessandro Mazzucotelli, especializado en hierro forjado.

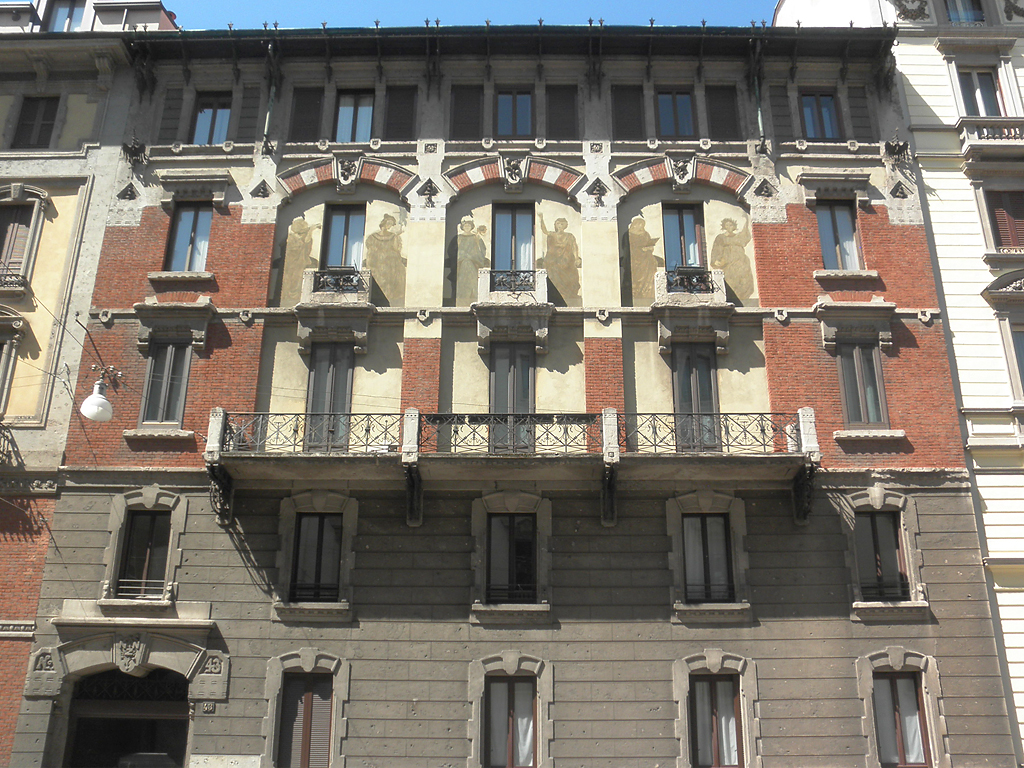

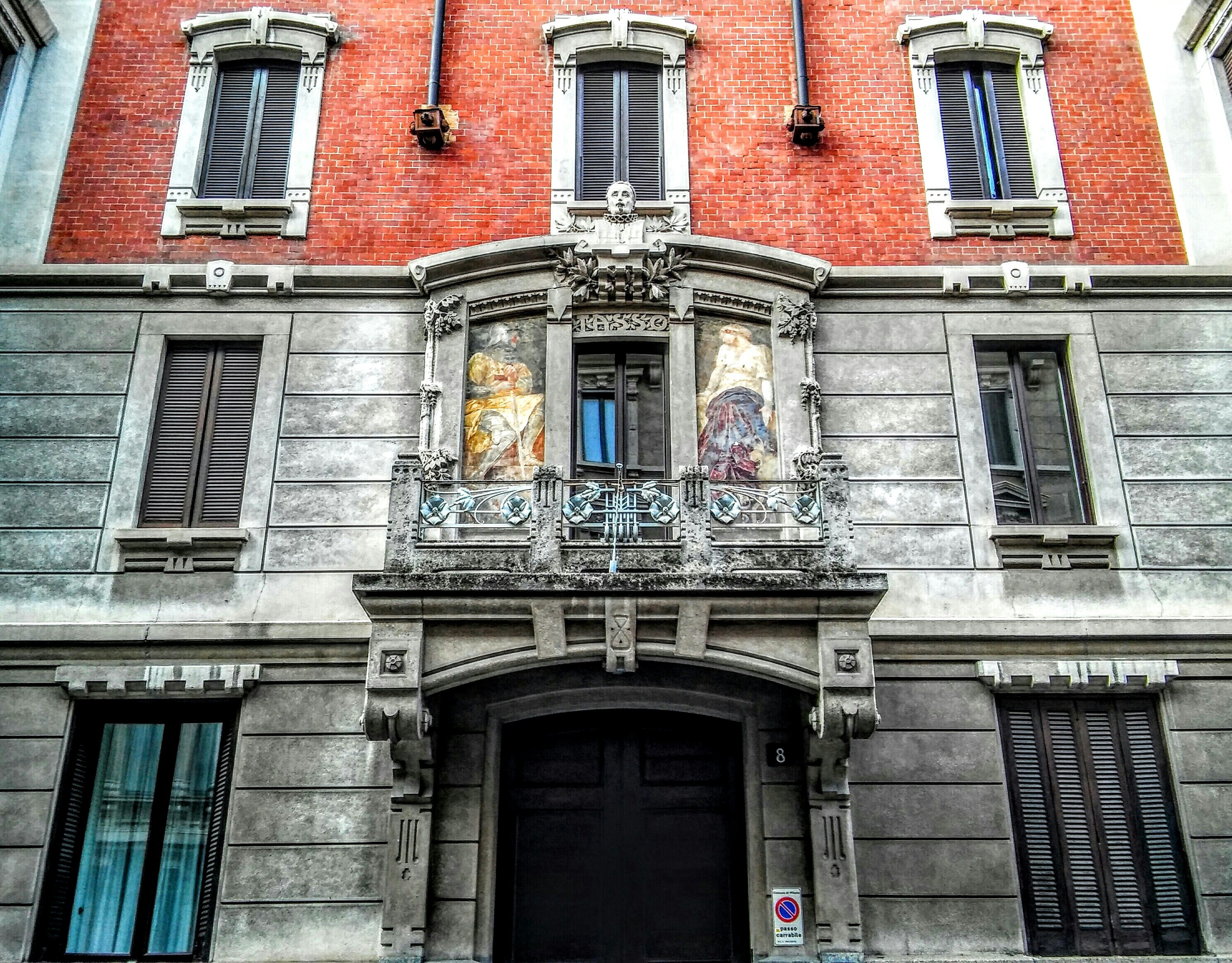

## Obras Principales
- Casa del Gatto Nero, Corso Monforte 43, Milán, construida en 1889 en colaboración con Alessandro Mazzucotelli. Este edificio es conocido por su innovador uso de contrastes de colores y sus decoraciones artísticas.
- Casa Cavenago, Corso Lodi 11 (Porta Romana), Milán, completada en 1887. El edificio se distingue por su estilo Art Nouveau y el uso expresivo de los materiales.
- Palazzo Mazzucotelli, Viale Bligny 60 (Porta Vigentina), Milán, construido en 1886 en colaboración con Alessandro Mazzucotelli. Este edificio es un ejemplo emblemático del estilo Art Nouveau.
- Casa Donzelli, Via Torquato Tasso 8 (Porta Magenta), Milán. (1912)
- via Burlamacchi 3 (Porta Romana), Milán, en colaboración con Alessandro Mazzucotelli y el artista Osvaldo Biniami (1856-1936), 1860
- Villa Ida Lampugnani-Gajo Parabiago

## Colaboración
Zanoni colaboró a menudo con Alessandro Mazzucotelli. Su trabajo conjunto condujo a la creación de proyectos arquitectónicos significativos, caracterizados por detalles decorativos únicos y un enfoque innovador.